# 結婚専科30
『結婚専科30』（けっこんせんかサーティ）は、1992年4月13日 - 5月29日にTBS「花王 愛の劇場」枠にて放送された日本の昼ドラマである。全35話。

## キャスト
- 黒田福美
- 伊藤麻衣子（現・いとうまい子）
- 勝野洋
- 阿知波悟美
- 伊牟田麻矢（現・浜丘麻矢）
- 羽賀研二
- 寺田千穂
- 林泰文
- 高橋悦史

## スタッフ
- 脚本 - 森治美
- 演出 - 福田誠
- 製作 - 泉放送制作・TBS

## 主題歌
- 『アンブシェア』  　演奏 - 朝本千可